# Homoxyrrhepes incerta
Homoxyrrhepes incerta är en insektsart som beskrevs av Salfi 1954. Homoxyrrhepes incerta ingår i släktet Homoxyrrhepes och familjen gräshoppor. Inga underarter finns listade i Catalogue of Life.